# Biston giganteus
Biston giganteus är en fjärilsart som beskrevs av Hiroshi Inoue 1985. Biston giganteus ingår i släktet Biston och familjen mätare, Geometridae. Inga underarter finns listade i Catalogue of Life.